# Chrysopilus albicornis
Chrysopilus albicornis är en tvåvingeart som beskrevs av de Meijere 1914. Chrysopilus albicornis ingår i släktet Chrysopilus och familjen snäppflugor. Inga underarter finns listade i Catalogue of Life.